# STS-126
STS-123 fue una misión de la NASA con el transbordador espacial Endeavour y tuvo como objetivo dar continuidad a la construcción de la Estación Espacial Internacional. Fue la 27.ª misión con destino a la EEI y el 124.º vuelo de un transbordador espacial. 
Recibió también la denominación de misión ULF2. El lanzamiento estaba previsto para el día 16 de octubre, pero la demora en la entrega del tanque de combustible y los sucesivos aplazamientos de la misión STS-125, hicieron que el lanzamiento del STS-126 se retrasara hasta el 15 de noviembre de 2008, día en el que el transbordador Endeavour despegó sin problemas hacia la Estación Espacial Internacional.
Regresó a la Tierra el 30 de noviembre, aterrizando en la Base de la Fuerza Aérea de Edwards de California, ya que las malas condiciones climáticas hacían imposible el aterrizaje en el Centro espacial John F. Kennedy de Florida.

## Tripulación
- Christopher Ferguson  - Comandante
- Eric Boe  - Piloto
- Stephen Bowen  - Especialista de la misión 1
- Heidemarie Stefanyshyn-Piper -   Especialista de la misión 2
- Donald Pettit -  Especialista de la misión 3
- Robert Shane Kimbrough -  Especialista de la misión 4

### Llevado a la EEIExpedición 18
- Sandra Magnus -  Ingeniero de vuelo

### Traído de la EEIExpedición 18
- Gregory Chamitoff  -  Ingeniero de vuelo